# Kokocko (gromada)
Kokocko – dawna gromada, czyli najmniejsza jednostka podziału terytorialnego Polskiej Rzeczypospolitej Ludowej w latach 1954–1972.
Gromady, z gromadzkimi radami narodowymi (GRN) jako organami władzy najniższego stopnia na wsi, funkcjonowały od reformy reorganizującej administrację wiejską przeprowadzonej jesienią 1954 r. do momentu ich zniesienia z dniem 1 stycznia 1973, tym samym wypierając organizację gminną w latach 1954–1972.
Gromadę Kokocko z siedzibą GRN w Kokocku utworzono – jako jedną z 8759 gromad na obszarze Polski – w powiecie chełmińskim w woj. bydgoskim, na mocy uchwały nr 24/4 WRN w Bydgoszczy z dnia 5 października 1954. W skład jednostki weszły obszary dotychczasowych gromad Kokocko, Borówno i Różnowo ze zniesionej gminy Starogród w tymże powiecie. Dla gromady ustalono 17 członków gromadzkiej rady narodowej.
31 grudnia 1959 do gromady Kokocko włączono obszar zniesionej gromady Czarże, wieś Bruki II ze zniesionej gromady Błoto oraz wieś Bieńkówka ze znoszonej gromady Starogród w tymże powiecie.
Według stanu na rok 1966 gromada obejmowała powierzchnię 54,6 km² i zamieszkana była przez 2876 mieszkańców. W jej skład wchodziły następujące sołectwa: Bieńkówa, Borówno, Bruki II, Czarże (wraz ze wsiami Borki oraz Gzin Dolny), Dębowiec, Kokocko, Różnowo, Słończ.
Gromada przetrwała do końca 1972 roku, czyli do kolejnej reformy gminnej.